# كيم فريدمان
كيم فريدمان (بالإنجليزية: Kim Friedman)‏ هي منتجة تلفزيونية ومخرجة أمريكية، ولدت في 14 نوفمبر 1949.

## وصلات خارجية
- كيم فريدمان على موقع IMDb (الإنجليزية)
- كيم فريدمان على موقع قاعدة بيانات الفيلم (الإنجليزية)